# Brachycephalus auroguttatus
Espèce
Brachycephalus auroguttatus est une espèce d'amphibiens de la famille des Brachycephalidae.

## Répartition
Cette espèce est endémique de l'État de Santa Catarina au Brésil. Elle se rencontre dans la municipalité de Garuva.

## Description
Les 17 spécimens adultes observés lors de la description originale mesurent entre 9,0 mm et 13,6 mm de longueur standard. L'espèce est donc toute petite ; elle fait partie des sept espèces nouvelles décrites par LF Ribeiro et une équipe de scientifiques de la Mater Natura - Instituto de Estudos Ambientais au Brésil. Comme toutes les espèces de son genre, on la rencontre dans une très petite bande de Forêt atlantique sur la côte au sud-est du pays. On pense que la spéciation observée dans ce genre est un résultat de la séparation entre la vallée et le terrain montagneux avec ses microclimats particuliers, auxquels il s’est adapté. Démographiquement il pourrait être en déclin en raison de la perte de son habitat.

## Étymologie
Le nom spécifique auroguttatus vient du latin aurum, l'or, et de gutta, des points ou des taches, en référence à la coloration dorsale et latérale de cette espèce.

## Publication originale
- Ribeiro, Bornschein, Belmonte-Lopes, Firkowski, Morato & Pie, 2015 : Seven new microendemic species of Brachycephalus (Anura: Brachycephalidae) from southern Brazil. PeerJ, vol. 3, no e1011, p. 1–35 (texte intégral).